# Юнусов, Ислам Тахирович
Ислам Тахирович Юнусов (26 января 2000, Талас, Кыргызстан) — киргизский и казахстанский (с 2012) футболист, полузащитник киргизского клуба «Дордой».

## Клубная карьера
Футбольную карьеру начинал в 2018 году в составе клуба «Рузаевка» во второй лиге.
В январе 2020 года перешёл в казахстанский клуб «Экибастуз».
В мае 2021 года стал игроком казахстанского клуба «Мактаарал».
В феврале 2022 года подписал контракт с клубом «Дордой».

## Достижения
«Мактаарал»
- Серебряный призёр Первой лиги Казахстана: 2021

## Клубная статистика
| Игровая карьера | Игровая карьера | Игровая карьера | Лига | Лига | Кубок | Кубок | Межд. | Межд. | Др. | Др. |
| --------------- | --------------- | --------------- | ---- | ---- | ----- | ----- | ----- | ----- | --- | --- |
| 2020            | Экибастуз       | Б               | 11   | 2    | —     | —     | —     | —     | —   | —   |
| 2021            | Мактаарал       | Б               | 14   | 1    | 4     | 0     | —     | —     | —   | —   |
| 2022            | Дордой          | А               | 11   | 0    | —     | —     | 2     | 0     | —   | —   |